# Capriate San Gervasio
Capriate San Gervasio – miejscowość i gmina we Włoszech, w regionie Lombardia, w prowincji Bergamo.
Według danych na styczeń 2009 gminę zamieszkiwało 7631 osób przy gęstości zaludnienia 1309 os./1 km².

## Bibliografia

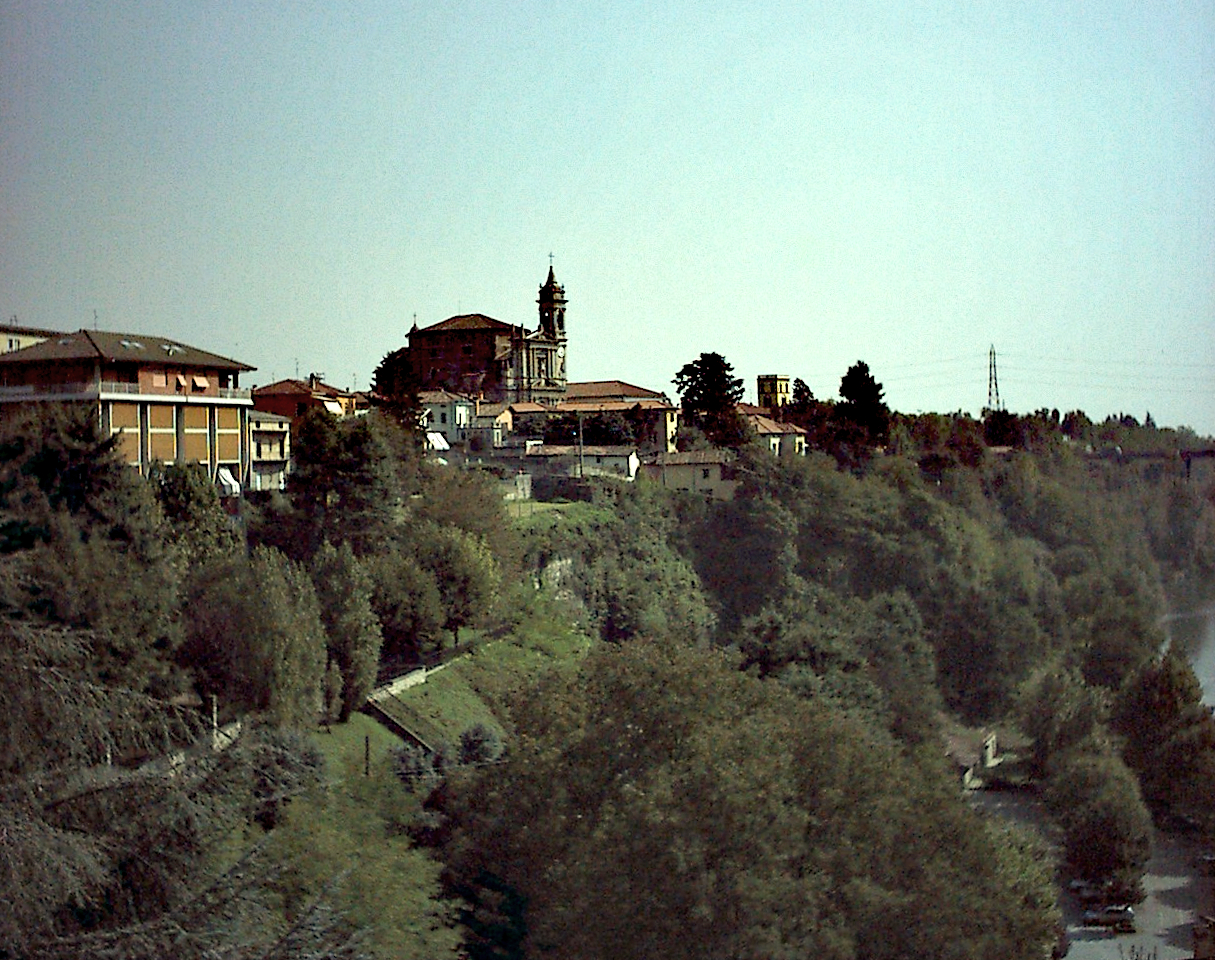
Capriate San Gervasio